# Macrosiphoniella tadshikana
Macrosiphoniella tadshikana är en insektsart. Macrosiphoniella tadshikana ingår i släktet Macrosiphoniella och familjen långrörsbladlöss. Inga underarter finns listade i Catalogue of Life.